# Czernikówko
Czernikówko – wieś w Polsce położona w województwie kujawsko-pomorskim, w powiecie toruńskim, w gminie Czernikowo.
| SIMC    | Nazwa     | Rodzaj    |
| ------- | --------- | --------- |
| 0861541 | Fijałkowo | część wsi |
| 0861558 | Kostkowo  | część wsi |
| 0861564 | Wały      | część wsi |

W latach 1975–1998 miejscowość administracyjnie należała do województwa włocławskiego. Według Narodowego Spisu Powszechnego (III 2011 r.) liczyła 550 mieszkańców. Jest czwartą co do wielkości miejscowością gminy Czernikowo.